# 441 (szám)
A 441 (római számmal: CDXLI) egy természetes szám, négyzetszám, a 21 négyzete.

## A szám a matematikában
A tízes számrendszerbeli 441-es a kettes számrendszerben 110111001, a nyolcas számrendszerben 671, a tizenhatos számrendszerben 1B9 alakban írható fel.
A 441 páratlan szám, összetett szám, azon belül négyzetszám, kanonikus alakban a 32 · 72 szorzattal, normálalakban a 4,41 · 102 szorzattal írható fel. Kilenc osztója van a természetes számok halmazán, ezek növekvő sorrendben: 1, 3, 7, 9, 21, 49, 63, 147 és 441.
Tizennégyszögszám.
A 441 négyzete 194 481, köbe 85 766 121, négyzetgyöke 21, köbgyöke 7,61166, reciproka 0,0022676. A 441 egység sugarú kör kerülete 2770,88472 egység, területe 610 980,08086 területegység; a 441 egység sugarú gömb térfogata 359 256 287,5 térfogategység.